# Демпси, Джирвэн
Джирван Демпси (англ. Girvan Dempsey, родился 2 октября 1975 в Дублине) — ирландский регбист, выступавший на позиции фуллбэка.

## Карьера игрока
Окончил колледж Теренюр и национальный университет Ирландии. Выступал за команду «Ленстер» с 1996 по 2010 годы в Кельтской Лиге и за команду колледжа Теренюр до 2010 года в чемпионате Ирландии. В составе «Ленстера» выиграл дважды Кельтскую лигу в сезонах 2001/2002 и 2007/2008, а также Кубок Хейнекен в сезоне 2008/2009 — первый в истории клуба. Карьеру игрока завершил по окончании сезона 2009/2010, спустя неделю после выбывания «Ленстера» из Кубка Хейнекена. В 198 играх набрал 184 очка.
За сборную впервые матч провёл в ноябре 1998 года против Грузии, занёс две попытки. С 2000 года стал твёрдым игроком основы сборной и сыграл с ней все пять матчей на чемпионате мира 2003 года, отметившись попыткой против Намибии. 50-ю игру провёл летом 2004 года во время турне сборной по ЮАР (второй тест-матч против сборной ЮАР). Девять своих встреч на позиции вингера провёл с 1998 по 2005 годы.
За годы своей карьеры в сборной Демпси трижды выигрывал со сборной Тройную корону Кубка шести наций: 6 марта 2004 года в матче против Англии на стадионе «Туикенем» он по левому флангу занёс попытку и обеспечил команде первую Тройную корону с 1985 года. В 2006 году победа над Англией со счётом 28:24 также обеспечила ирландцам Тройную корону, в 2007 году также добился Тройной короны (одна попытка против Англии, две попытки против Италии). На чемпионате мира 2007 года занёс одну попытку против Грузии (победа 14:10).
С 82 играми за сборную и 95 очками (19 попыток) занимает 4-е место среди игроков сборной по попыткам. В настоящее время тренер клуба «Ленстер».

## Достижения

### Сборная Ирландии
- Обладатель Тройной короны: 2004, 2006, 2007

### Ленстер
- Чемпион Кубка Хейнекен: 2008/09
- Чемпион Кельтской лиги: 2001/02, 2007/08